# Сумас (Вашингтон)
Сумас (енгл. Sumas) град је у америчкој савезној држави Вашингтон. По попису становништва из 2010. у њему је живело 1.307 становника.

## Демографија
Према попису становништва из 2010. у граду је живело 1.307 становника, што је 347 (36,1%) становника више него 2000. године.
| Група             | 2000.       | 2010.         |
| Белци             | 801 (83,4%) | 1.020 (78,0%) |
| Афроамериканци    | 0 (0,0%)    | 20 (1,5%)     |
| Азијати           | 40 (4,2%)   | 20 (1,5%)     |
| Хиспаноамериканци | 75 (7,8%)   | 206 (15,8%)   |
| Укупно            | 960         | 1.307         |